# Johann Wilhelm Marzorati
Johann Wilhelm Marzorati (getauft 25. März 1795 in Aachen; † 6. Mai 1870 in Eupen, Rheinprovinz) war ein deutscher Maler und Zeichenlehrer.

## Leben
Johann Wilhelm Marzorati war Sohn des Sprachlehrers und Feinkosthändlers Anton Johann Marzorati, der aus Como nach Aachen eingewandert und am 19. August 1804 dort verstorben war. Seine Mutter war Anna Maria Paulina Riem aus Frankfurt am Main.
Marzorati studierte Malerei an der Kunstakademie Düsseldorf. 1828 wurde er Zeichenlehrer an der Elementar- und Stadtschule in Eupen, eine Position, die er bis zu seinem Lebensende bekleidete. Auch unterrichtete er an der Höheren Bürgerschule und von 1844 bis 1870 an der Handwerkerfortbildungsschule der Stadt. Am 21. Juli 1830 heiratete er Maria Barbara Paulus (1802–1877).
Marzorati stand im Kontakt mit dem Maler Alfred Rethel, der am 4. Juli 1833 in einem Brief ein Gutachten über landschaftliche Zeichnungen Marzoratis abgab.